# Plasmonische Solarzelle
Eine plasmonische Solarzelle ist eine Dünnschichtsolarzelle, die mithilfe von Plasmonen Licht in Elektrizität umwandelt. Sie ist typischerweise um 2 μm dick, kann aber theoretisch bis 100 nm dünn sein. Ein Vorteil ist, dass Materialien verwendet werden können, die billiger als Silizium sind; so kommen Glas, Kunststoff oder Stahl zum Einsatz. Eine der Herausforderungen für Dünnschichtsolarzellen besteht darin, dass sie nicht so viel Licht absorbieren wie dickere Solarzellen, die aus Materialien mit ähnlichem Absorptionskoeffizienten bestehen. Deshalb werden Methoden für das Einfangen von Licht genutzt, die auch für andere Dünnschichtsolarzellen wichtig sind. Bei plasmonischen Zellen wird die Absorption von Licht durch Streuung an Metallnanopartikeln verbessert, die auf die Oberfläche gedampft und mit ihrer Oberflächenplasmonenresonanz angeregt sind. Ankommendes Licht bei der Plasmonenresonanzfrequenz induziert auf der Oberfläche Elektronenschwingungen der Nanopartikel. Die Oszillationselektronen können dann von einer leitenden Schicht eingefangen werden, die einen elektrischen Strom erzeugt. Die erzeugte Spannung ist von der Bandlücke der leitfähigen Schicht und dem Potential des Elektrolyten abhängig, der mit den Nanopartikeln in Kontakt ist. Es bedarf noch erheblicher Forschung, damit die Technologie ihr volles Potenzial und die Kommerzialisierung von plasmonisch verstärkten Solarzellen erreichen kann.

## Bauteile
Es gibt derzeit drei Generationen von Solarzellen.
Die derzeit marktüblichen Solarzellen, die aus kristallinen Wafern aus Silizium hergestellt sind, gehören dabei zur Ersten Generation. Die Silizium-Wafer haben dabei an ihrer Oberfläche kleine Pyramiden aus SnO2 oder ZnO in der Größenordnung der Wellenlänge des verwendeten Lichts, die das einfallende Licht absorbieren. Diese Oberflächenrauheit vergrößert dabei den entstehenden Photostrom, sorgt aber andererseits für schlechtere Qualität des Materials.
Bei den Solarzellen der Zweiten Generation handelt es sich um dünne Schichten. Der Hauptaugenmerk dieses Technologieschritts liegt auf der Reduzierung des verwendeten Materials und der Erhöhung des Wirkungsgrads. Die Schichten sind dabei dünner, als die Oberflächenrauheiten der Solarzellen der ersten Generation.
Die Solarzellen der Dritten Generation sind derzeitiges Forschungsgebiet. Augenmerk liegt dabei auf einer Reduzierung der Herstellungskosten.

## Aufbau
Der Aufbau von plasmonischen Solarzellen hängt davon ab, welche Methode verwendet wird, um das Licht einzufangen und über die Oberfläche und durch das Material hindurch zu streuen.

### Solarzellen aus Nanoteilchen

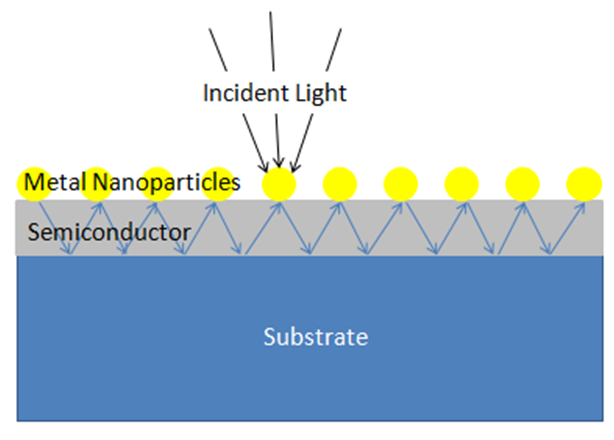
Plasmonische Solarzelle mit metallischen Nanoteilchen.

Bei einem häufig verwendeten Aufbau werden auf der Oberfläche einer Dünnschicht-Solarzelle metallische Nanoteilchen aufgebracht. Wenn Licht mit der Resonanzfrequenz der Oberflächenplasmonen auf die Nanoteilchen auftrifft, so wird das Licht in verschiedene Richtungen gestreut. Dadurch bewegt sich das Licht entlang der Solarzelle zwischen der dünnen Schicht und den Nanoteilchen, wodurch es die Solarzelle dazu bringt noch mehr Licht zu absorbieren. Die hohe Intensität des Nahfeldes, das durch die Oberflächenplasmonen der metallischen Nanoteilchen entsteht, unterstützt die optische Absorption der Halbleiterschicht. Dabei sind es insbesondere asymmetrische Plasmonen-Moden, die zur optischen Absorption für ein breites Spektrum führen, und durch die die elektrischen Eigenschaften der Solarzelle verstärkt werden. Das gleichzeitige Auftreten von Effekten der Plasmonen mit Licht einerseits und von plasmon-elektrischen Effekten andererseits verspricht interessante Eigenschaften der Plasmonen der Nanoteilchen.
Wie von Peng Yu et al. erläutert, hat die Aufbringung reiner metallischer Nanopartikel jedoch einige Nachteile: Durch den Kontakt mit Luft oder Feuchtigkeit wird das Streuverhalten verändert. Auch kann die Metallbeschichtung in die aktive Schicht der Solarzelle hineindiffundieren, was nachteilige Auswirkungen hat. Aus diesem Grund werden sogenannte core-shell-Nanostrukturen untersucht, deren Beschichtung z. B. aus einer metallischen Ummantelung eines dielektrischen Kerns besteht. Derartige Strukturen weisen eine verschwindende Rückstreuung und eine verstärkte Vorwärtsstreuung auf das Silizium auf. Core-shell-Nanoteilchen können gleichzeitig elektrische und magnetische Resonanzen aufweisen und haben daher im Vergleich zu rein metallischen Nanoteilchen neue Eigenschaften.

### Solarzellen aus Metallfilmen
Eine andere Möglichkeit, Oberflächenplasmonen beim Umwandeln von Solarenergie zu nutzen, ist es, auf der Unterseite der dünnen Siliziumschicht-Zelle eine Metallschicht aufzubringen. Das Licht durchdringt das Silizium und erzeugt am Silizium-Metall-Übergang Plasmonen. Das elektrische Feld dringt kaum in das Metall ein, wohingegen im Silizium ein elektrisches Feld entsteht. Ist dieses Feld stark genug, so können freiwerdende Elektronen den Photostrom erzeugen. Rillen in der Größenordnung von Nanometern dienen als Wellenleiter für das einfallende Licht.

## Grundlagen

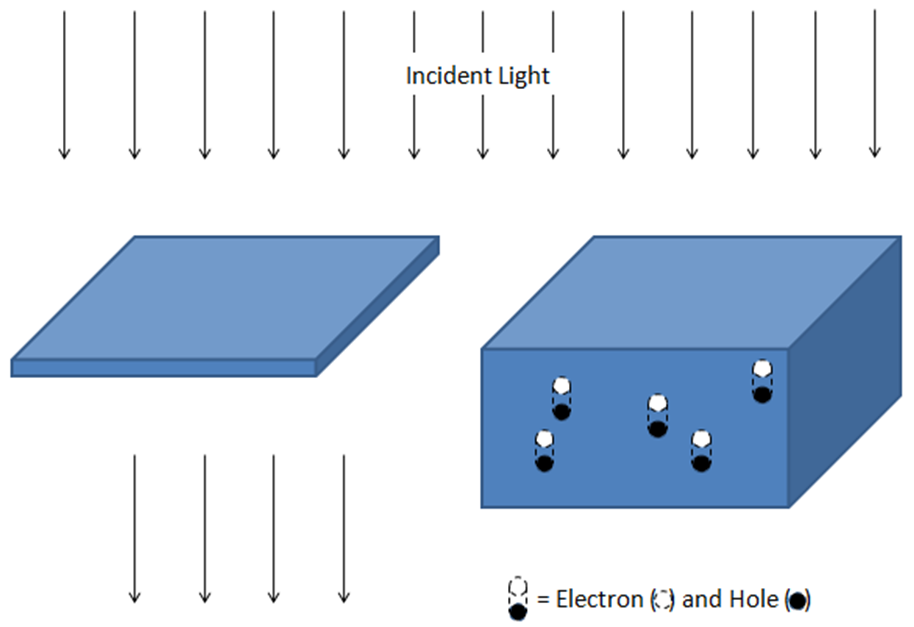
Vergleich einer Dünnschicht-Solarzelle (links) mit einer herkömmlichen Solarzelle (rechts).

Wenn im Silizium ein Photon absorbiert wird, so wird ein Elektron-Loch-Paar erzeugt. Die Elektronen und die Löcher haben gegensätzliche Ladung und versuchen daher zu rekombinieren. Werden die Elektronen allerdings abgefangen, bevor sie rekombinieren können, so können sie für einen externen Stromkreis genutzt werden. Die Wahl der Dicke der Solarzelle wägt dabei zwischen möglichst geringer Rekombinationsrate (was für dünnere Schichten spricht) und möglichst großer Absorption von Photonen ab (letzteres spricht für dickere Schichten).